# Витковский, Стефан (инженер)
Сте́фан Витко́вский (пол. Stefan Witkowski; род. 3 апреля 1903, Москва — 18 сентября 1942, Варшава) — инженер и проектировщик, изобретатель, руководитель подпольной организации «Мушкетеры», псевдонимы: «Капитан», «Доктор Зэт», «Директор», «Инженер», «Тенчинский», «Каневский».

## Биография
В молодости был связан с Польской военной организацией. По возвращении в Польшу в 1920 году поступил добровольцем в возрождённую Польскую Армию. Принимал участие в советско-польский войне. По окончании военных действий учился в лицее в Гнезно. Затем учился в Варшавском Политехническом институте. В этот период предпринял работу над конструированием скоростной моторной лодки. Учение завершил в Париже. В 1931 году переселился в Женеву, где основал собственную фирму Стевит, и работал там над созданием универсального двигателя, который мог бы работать на топливе любого типа. На это он получал субсидии от польских военных властей. Также его подозревали в связях с британской разведкой.
В августе 1939 года вернулся в Польшу. Добровольцем участвовал в оборонительной войне 1939 года; сперва воевал при обороне Варшавы, а после её капитуляции, при неясных обстоятельствах, перебрался в окрестности Коцка. По-видимому, действовал там как командир военного диверсионного отряда взаимодействующего с частями Отдельной оперативной группы «Полесье» генерала Франтишка Клeeберга. Вероятно, тогда же возникла идея создания на время немецкой оккупации подпольной организации под названием «Мушкетёры», которую одобрил генерал Ф. Клeeберг. Организация была создана в ноябре 1939 года в Варшаве, когда С. Витковскому присягнули первые 48 членов. Она имела, прежде всего, разведывательный характер. В течение 1940 года С. Витковскому удалось организовать очень чёткую организационную структуру, которая передавала разведывательную информацию непосредственно британской разведке через центр в Будапеште. Он сам многократно совершал инспекции глубоко законспирированных центров находящихся на немецкой территории переодевшись в форму высшего офицера СС под именем барона Аугуста фон Тербаха. В Варшаве в нескольких точках он организовал производственные предприятия, доходы которых отчислялись в пользу организации.
На рубеже 1940—1941 годов он установил, вероятно, по поручению польских подпольных властей — Представительства Правительства на Родине (Делегатура Жонду на Край пол. Delegatura Rządu na Kraj) и Союза Вооружённой Борьбы (ZWZ) сотрудничество с немецкой военной разведкой в сфере улаживания ситуации на бывших восточных территориях Польши, которые 17 сентября 1939 года занял СССР. Добытая информация одновременно пересылалась в Лондон. В октябре 1941 года он лично встретил в Кракове маршала Эдварда Рыдз-Смиглы, который тайно прибыл из Венгрии, а затем приставил к нему в Варшаве охрану из собственных подчиненных.
Вначале декабря этого года, по договорённости с немцами и с согласия Главного командования ZWZ, организовал заброску на территорию СССР 4 офицеров-«мушкетёров»: ротмистра Чеслава Шатковского, своего близкого сотрудника, подпоручика Чеслава Василевского (псевдоним «Волк»), поручика Казимежа Рутковского (псевдоним «Каракатица») и подхорунжего Антония Похоского (псевдоним «Корейво»).
Во второй половине 1941 года отказался от ведения самостоятельной контрразведывательной деятельности, передав соответствующие структуры в ZWZ. 6 декабря было осуществлено вливание всей организации «Мушкетёров» в ZWZ. В начале 1942 года С. Витковский был по приказу Главного коменданта АК генерала Стефана Ровецкого (псевдоним «Грот») отстранён от командования «Мушкетёрами». Вероятно, произошло это ввиду его несогласия на вскрытие агентов глубокой разведки. В конце концов, в конце августа этого года Главное командование АК обвинило его в неповиновении и сотрудничестве с абвером и Гестапо. Военный Специальный Суд АК вынес ему смертный приговор, подписанный полковником Тадеушем Коморовским, полковником Казимежем Плют-Чаховским и полковником Яном Жепецким. Он был исполнен 18 сентября возле дома № 9 на ул. Варецкой в районе Жолибож (Варшава) экзекуционным отрядом АК переодетым в мундиры немецкой жандармерии. К его одежде прицепили листок с надписью: «Опаснейший польский бандит».
2 июня 1943 года Главный комендант АК генерал С. Грот-Ровецкий в докладе в Лондон так объяснил причины ликвидации С. Витковского:

Ввиду систематических попыток самовыпячивания, ведения двусмысленной игры с немецкой контрразведкой, гестапо и английской разведкой… я отстранил Тенчинского от должности командира «Мушкетеров», переведя его в запас. Этого приказа Тенчинский не выполнил… Я приказал распустить организацию «Мушкетеров»… Тенчинского я отдал под суд, который приговорил его к смерти. Приговор я утвердил. Между тем он был убит по приказу немецкого начальника уголовной полиции, с которым Тенчинский имел связи на почве бандитско-взяточнических афер.
Оригинальный текст (пол.)Wobec systematycznych prób wyłamywania się, prowadzenia dwuznacznej gry z kontrwywiadem niemieckim, gestapo i wywiadem angielskim... usunąłem Tenczyńskiego ze stanowiska komendanta Muszkieterów, przenosząc go do rezerwy. Rozkazu tego Tenczyński nie wykonał... Zarządziłem rozwiązanie organizacji Muszkieterów... Tenczyńskiego oddałem pod sąd, który skazał go na śmierć. Wyrok zatwierdziłem. W międzyczasie został on zabity na rozkaz niemieckiego szefa kryminalnej policji, z którym Tenczyński miał powiązania na tle afer bandycko- łapówkowych....

Любопытный факт, что в мае 1941 года полковник Адам Эплер, который встретил С. Витковского с его отрядом в сентябре 1939 года, внёс предложение о награждении его Орденом «Виртути Милитари» V степени за его выправку в это трудное время. Очередной интересный вопрос связан с ликвидацией С. Витковского. А именно — в январе 1943 года один с членов экзекуционного отряда АК сам стал объектом покушения на свою жизнь осуществлённого солдатами Конфедерации Народа. Это было связано с тем фактом, что С. Витковский имел прочные контакты с КН, и даже в июле 1942 года лично участвовал в акции освобождения 5 солдат КН из тюрьмы на ул. Даниловичовской в Варшаве.